# Orlické Záhoří
Orlické Záhoří ist eine Gemeinde im Okres Rychnov nad Kněžnou in Tschechien. Sie befindet sich zwölf Kilometer westlich von Bystrzyca Kłodzka im Tal der oberen Wilden Adler an der Grenze zu Polen.

## Geographie

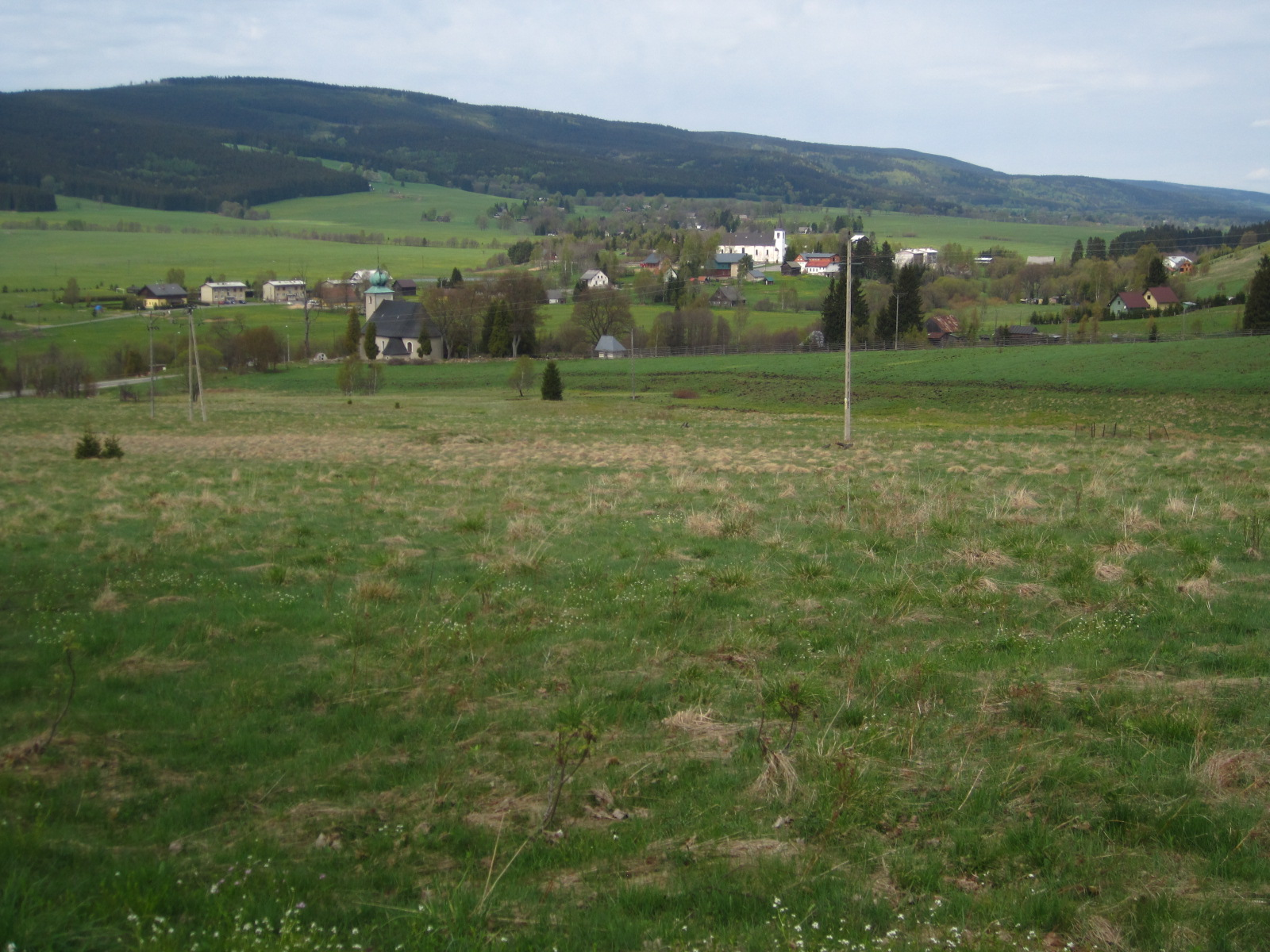
Orlické Záhoří-Kunštát

Die Gemeinde Orlické Záhoří liegt zwischen dem Hauptkamm des Adlergebirges und dem Habelschwerdter Gebirge und erstreckt sich am rechten Ufer der Wilden Adler, die hier die Grenze zu Polen bildet. Nordwestlich erhebt sich die Velká Deštná (1115 m), im Westen liegen der Vřesník (1096 m), Orel (1099 m), Střední vrch (1000 m), Tetřevec (1043 m) und Zaklety (990 m). Durch Orlické Záhoří führt die Staatsstraße 311 zwischen Mladkov und Deštné v Orlických horách. Im Ort befindet sich ein Straßengrenzübergang nach Mostowice zur polnischen Woiwodschaftsstraße 389 nach Międzylesie.
Nachbarorte sind auf polnischer Seite Lasówka im Norden, Piaskowice und Mostowice im Osten, Rudawa im Südosten sowie in Tschechien Nová Ves (Neudorf) und Říčky v Orlických horách im Süden.

## Geschichte

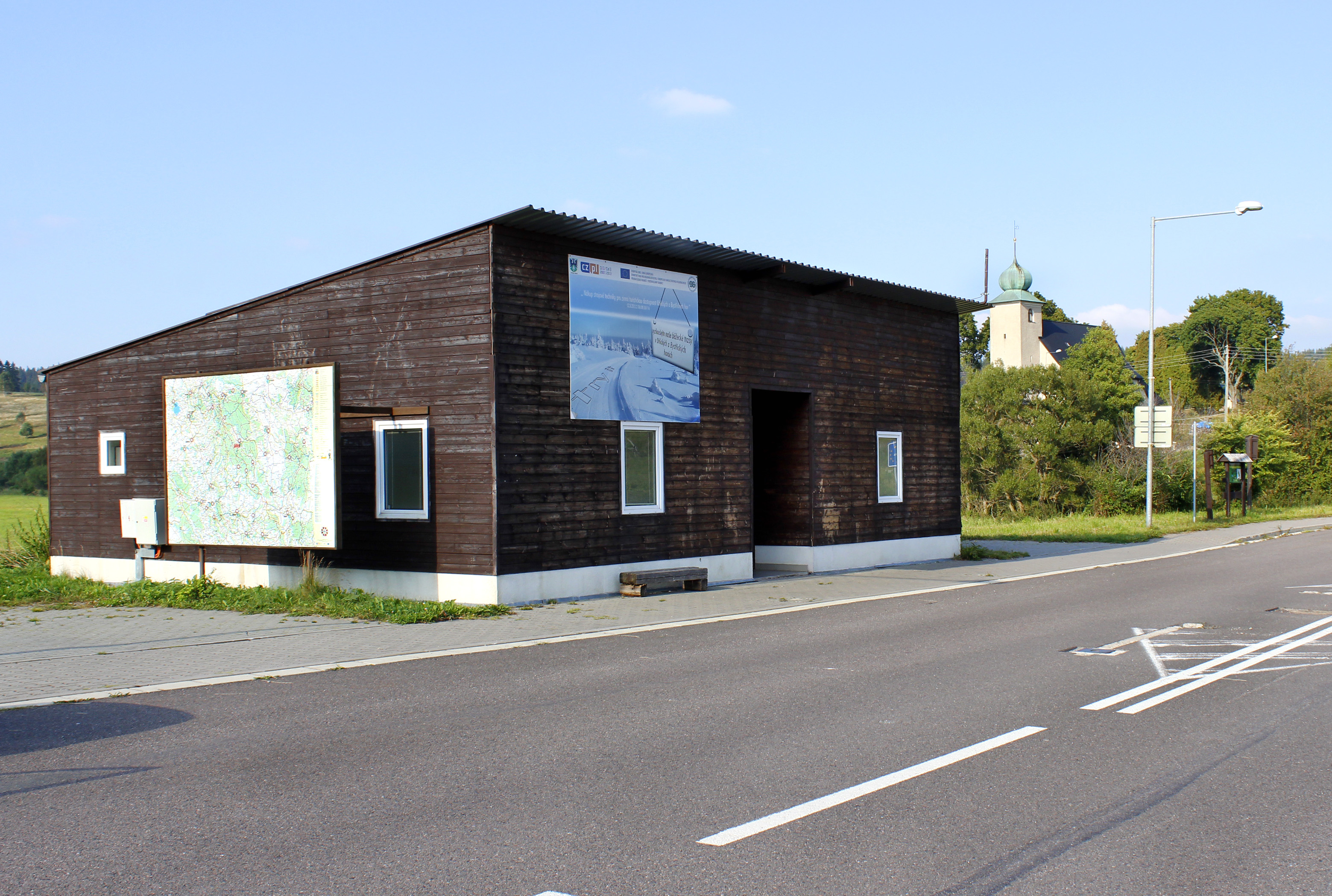
Der Grenzübergang

Die Besiedlung am Oberlaufs der Wilden Adler an der Grenze zwischen dem altböhmischen Königgrätzer Kreis und der Grafschaft Glatz erfolgte ab der zweiten Hälfte des 16. Jahrhunderts.
Als erste Siedlung wurde ab 1572 Kronstadt (Kunštát) angelegt. 1576 folgte die Streusiedlung Schwarzwasser (Černá Voda). Kerndorf (Jadrná) wurde erstmals 1603 schriftlich erwähnt, dessen Kolonie Grünborn (Zelenka) 1613. Um die 1614 auf Kerndorfer Gebiet gegründete und zunächst als „Kronstädter Glashütte“ bezeichnete Glashütte entwickelte sich die Siedlung Friedrichswald (Bedřichovka). Das höher gelegene Trtschkadorf (Trčkov) wurde 1654 erstmals erwähnt.
Nach dem Zweiten Weltkrieg wurden die deutschen Bewohner der Ortslagen der jetzigen Gemeinde Orlické Záhoří vertrieben. Wegen der abgelegenen Grenzlage blieben die meisten Häuser unbewohnt, wodurch viele Häuser und die Dörfer Trčkov und Zelenka dem Verfall preisgegeben wurden.
Nach der Zusammenlegung der Dörfer erhielt die neue Gemeinde im Jahre 1960 den Namen Orlické Záhoří. Am 16. August 2005 wurde der Grenzübergang Orlické Záhoří – Mostowice eröffnet, der für Fahrzeuge bis 3,5 t zugelassen ist.

## Gemeindegliederung
Für die Gemeinde Orlické Záhoří sind keine Ortsteile ausgewiesen. Die Gemeinde besteht aus den Grundsiedlungseinheiten
- Bedřichovka (Friedrichswald)
- Černá Voda (Schwarzwasser)
- Kunštát (Kronstadt)
- Jadrná (Kerndorf)
- Trčkov (Trtschkadorf) und
- Zelenka (Grünborn).

Das Gemeindegebiet gliedert sich in die Katastralbezirke Bedřichovka, Černá Voda u Orlického Záhoří, Jadrná, Kunštát u Orlického Záhoří und Trčkov.

## Sehenswürdigkeiten
- Kirche Johannes des Täufers in Kunštát
- Denkmal für Kaiser Joseph II. in Kunštát, erneuert 1996
- Kapelle „Mariä Heimsuchung“ in Černá Voda
- Kronstädter Kapelle am Kammweg des Adlergebirges in 1037 m Höhe. Das Bauwerk entstand 1831 anstelle einer gezimmerten Kapelle aus dem Jahre 1670

## Söhne und Töchter des Ortes
- Ignaz Preissler (1676–1741), Glas- und Porzellanmaler